# Acanthocephala
Los acantocéfalos (Acanthocephala, del griego acanthus, 'espina' y kephale, 'cabeza') forman un grupo de gusanos parásitos caracterizados por la presencia de una probóscide invaginable erizada de espinas. Posee ciclos biológicos muy complejos, que implican a varios hospedadores intermedios, incluidos invertebrados, peces, anfibios, aves y mamíferos. Existen unas 1100 especies descritas, cuyo tamaño oscila desde unos pocos milímetros hasta 65 centímetros (cm) en Macracanthorhynchus hirudinaceus. Los análisis genéticos permiten clasificarlos en el filo de los rotíferos.

## Morfología y fisiología

### Probóscide
La característica que dota de nombre al grupo es la presencia de una probóscide o trompa invaginable en el extremo anterior del cuerpo que está armada con ganchos o espinas que le permite fijarse firmemente a la mucosa del hospedador.

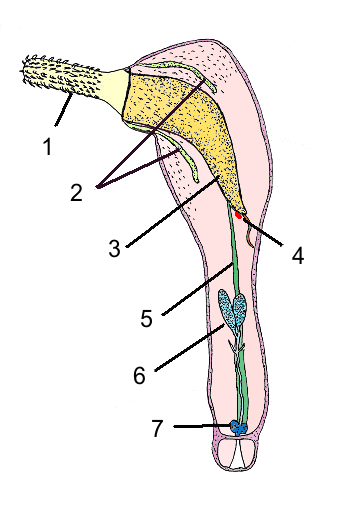
Anatomía de los acantocéfalos.
1: probóscide; 2: lemnisco; 3: bolsa de la probóscide; 4: ganglio nerviosos; 5: ligamento genital; 6: testículos; 7: glándulas del cemento.

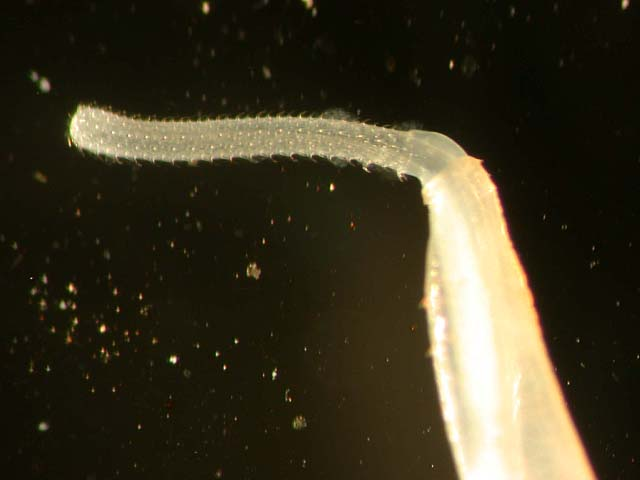
Probóscide de Rhadinorhynchus mostrando sus espinas.

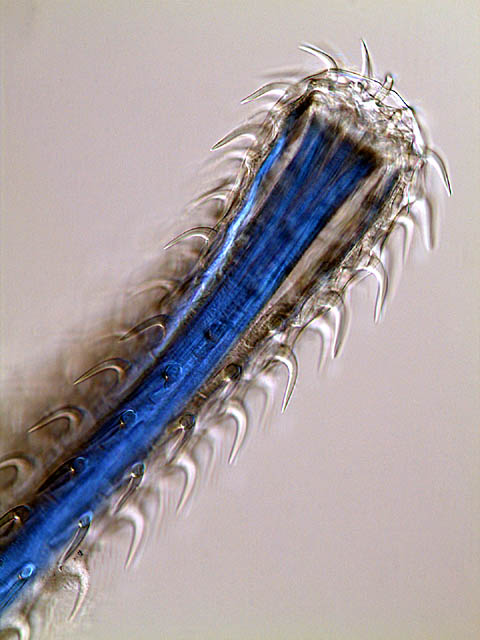
Detalle de las espinas de la probóscide de Rhadinorhynchus.

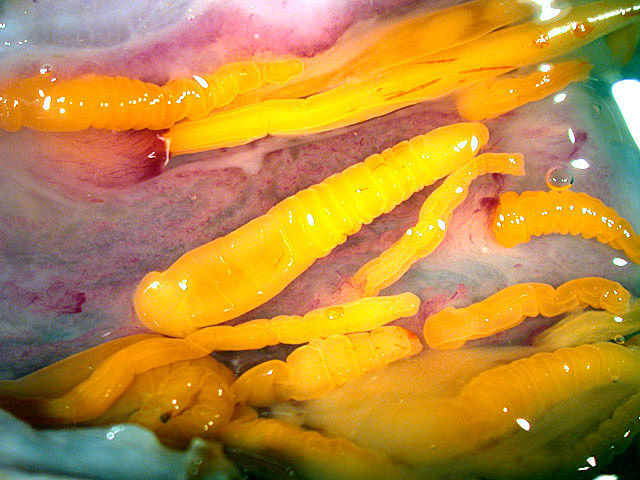
Pomphorhynchus infestando al pez Pomatomus saltatrix

La probóscide se puede invaginar gracias a un músculo (músculo retractor de la probóscide) en un saco muscular denominado receptáculo de la probóscide. Este saco comienza en la capa muscular que se encuentra en la unión del cuello con la probóscide. 
El número de ganchos y espinas con que está armada la probóscide es variable según la especie y se emplea en taxonomía.

### Pared corporal
Del exterior al interior pueden diferenciarse la cutícula, bajo la cual se halla una epidermis sincitial seguida de una capa muscular.

### Aparato digestivo
Los acantocéfalos carecen de boca para ingerir alimento, característica compartida con cestodos como las tenias. Por ello absorben los nutrientes ya digeridos por el hospedador a través el tegumento corporal, muy fino, lo cual les simplifica enormemente el aparato digestivo.

### Sistema nervioso
Poseen un ganglio central tras la probóscide, a la cual inerva. Además, existe un ganglio genital en la zona más distal. Existen papilas en su superficie que se postulan sensibles a diversos estímulos.

### Aparato reproductor
Los acantocéfalos son dioicos. Los machos poseen dos testículos, dos conductos deferentes y dos vesículas seminales, dos glándulas para completar el fluido seminal y un pene en la zona posterior del cuerpo. Las hembras poseen dos ovarios y fecundación interna, por lo que los embriones se almacenan en el útero, del cual se expulsan por el oviducto. Los embriones, al ser expulsados, pasarán al medio por el canal digestivo hasta ser expulsados por el organismo parasitado mediante las heces.

## Ciclo vital
Los acantocéfalos poseen ciclos vitales complejos, con un gran número de hospedadores intermedios; de hecho, sólo se ha logrado su completa caracterización en 25  especies.
Una vez expelidos por la hembra, los embriones se eliminan por las heces del hospedador. Después, deben ser ingeridos por un invertebrado, generalmente un crustáceo, o bien un molusco. En él, el acantocéfalo se aloja en la cavidad del cuerpo, donde se enquista y se desarrolla hasta un adulto incapaz de reproducirse. Una vez el crustáceo es ingerido por otro animal, este puede convertirse en el hospedador final o bien tratarse de un hospedador intermedio; de tratarse del final, en él el quiste se reactiva y se transforma en una fase infectiva; de no ser así, aún sigue enquistado. Una vez situado en el hospedador final, el acantocéfalo evagina su probóscide y se ancla al hospedador, tras lo cual desarrolla su aparato reproductor. Tras la fecundación, los embriones son liberados del útero de la hembra y el ciclo se repite.

## Filogenia
Mediante análisis del ARN ribosomal se suele asociar a los acantocéfalos, según la sistemática tradicional, con filos pseudocelomados como los rotíferos, o con los Gnathifera según las tendencias filogenéticas actuales.
Según los análisis moleculares y ultraestructurales recientes los acantocéfalos serían animales descendientes de rotíferos modificados ya que se situarían dentro de este filo como grupo hermano de las clases Seisonoidea y Bdelloidea. El clado de acantocéfalos y las clases de rotíferos se denomina Syndermata. Pero otra posibilidad alternativa es clasificar a Acanthocephala como un subtaxón dentro de Rotifera (Rotifera sensu lato). Por tanto ambos grupos podrían considerarse rotíferos y el término Syndermata se convertiría en un sinónimo cladístico.
|               | Bdelloidea                                                     |
|               |                                                                |
| Pararotatoria | \| \| Seisonoidea \| \| \| \| \| \| Acanthocephala \| \| \| \| |
|               | \| \| Seisonoidea \| \| \| \| \| \| Acanthocephala \| \| \| \| |
|               | Seisonoidea                                                    |
|               |                                                                |
|               | Acanthocephala                                                 |
|               |                                                                |

|  | Seisonoidea    |
|  |                |
|  | Acanthocephala |
|  |                |

|               | Bdelloidea                                                     |
|               |                                                                |
| Pararotatoria | \| \| Seisonoidea \| \| \| \| \| \| Acanthocephala \| \| \| \| |
|               | \| \| Seisonoidea \| \| \| \| \| \| Acanthocephala \| \| \| \| |
|               | Seisonoidea                                                    |
|               |                                                                |
|               | Acanthocephala                                                 |
|               |                                                                |

|  | Seisonoidea    |
|  |                |
|  | Acanthocephala |
|  |                |